# Institute for Economic Studies
L'Institute for Economic Studies (talora noto anche come Institute of Economic Studies - Europe) è un'organizzazione non profit europea che dal 1989 organizza conferenze, lezioni e incontri volti a promuovere le idee liberali tra gli studenti universitari.
Ogni anno, nel periodo estivo, l'IES organizza seminari in varie parti d'Europa. Tra i suoi docenti vi sono stati Boudewijn Bouckaert, Gérard Bramoullé, Victoria Curzon-Price, Stephen Davies, Pierre Garello, Carlo Lottieri, Tibor R. Machan, Joseph Pini e molti altri studiosi.
Un tratto caratteristico di questi incontri è l'approccio interdisciplinare, dato che per una settimana i partecipanti hanno l'opportunità di seguire corsi di storia, filosofia, diritto, economia, scienza politica, ecc.